# Andrzej Zaucha
Andrzej Zaucha   (Zakliczyn, 1967) és un conegut periodista i escriptor polonès, autor de nombrosos reportatges sobre Rússia i la guerra a Txetxènia. Des de 1997 ha estat corresponsal a Kíev i Moscou del diari polonès Gazeta Wyborcza, i és periodista de la ràdio privada RMF FM. El seu treball més conegut és Moscou. Nord-Ost (2003), un reportatge documental sobre la presa d'ostatges del teatre Dubrovka l'any 2002.